# فاندنبثل
فاندنبثل (بالإنجليزية: Vandanpathal)‏ هي منطقة سكنية تقع في الهند في منطقة كوتايام.